# Hlboký potok (přítok Oravice)
Hlboký potok je potok na dolní Oravě, na území okresu Tvrdošín. Jde o levostranný přítok Oravice, měří 5,2 km a je tokem V. řádu.

## Pramen
Pramení v jihozápadním výběžku Skorušinských vrchů, v geomorfologickém podcelku Skorušina, na severním svahu Brezového vrchu (1 135,9 m n. m.) v nadmořské výšce přibližně 980 m n. m..

## Popis toku
Na horním toku teče na sever, přičemž v pramenné oblasti přibírá několik krátkých zdrojnic z obou stran a protéká lokalitou Baranová. Zprava pak přibírá přítoky ze severozápadního svahu Vajdovky (1 075,6 m n. m.) a ze západního svahu Vrchdoliniek (950,4 m n. m.) a stáčí se severozápadním směrem. Následně přibírá pravostranný přítok pramenící jižně od Dúčaliny (758,6 m n. m.) a levostranné přítoky ze Suché doliny, z lokality Tokáreň a také svůj nejvýznamnější přítok, Grúňový potok. Pak už teče v Oravské kotlině směrem na sever a jižně od obce Liesek se v nadmořské výšce 644,3 m n. m. vlévá do Oravice.

## Jiné názvy
- Čimhovský potok
- Čimhová
- horní tok: Baranov potok